# Allium integerrimum
Allium integerrimum är en amaryllisväxtart som beskrevs av Constantine Zahariadi. Allium integerrimum ingår i släktet lökar, och familjen amaryllisväxter. IUCN kategoriserar arten globalt som otillräckligt studerad. Inga underarter finns listade i Catalogue of Life.